# Horns Rev
Horns Rev est une zone de hauts-fonds située dans l'est de la mer du Nord, à environ 15 kilomètres de Blåvandshuk, le point le plus à l'ouest du Danemark.
Le Horns Rev (bateau-phare) a longtemps marqué cette station  de 1914 à 1988.